# Яношка, Мариан
Мариа́н Яно́шка (пол. Marian Janoszka; 6 января 1961, Сверклянец, Польша) — польский футболист, нападающий.
Начал профессиональную карьеру в клубе «Рух» (Радзёнкув). В 21 год его приглашали в «Сталь» (Мелец), позже в «Сталь» (Сталёва-Воля) и «Полонию» (Бытом). За «Рух» выступал на протяжении около 13 лет. Затем выступал в Германии и вскоре ненадолго вернулся в «Рух». В начале 1993 года перешёл в «Катовице». В Первой лиге Польши дебютировал в 32 года. В сезоне 1993/94 он стал вторым бомбардиром чемпионата Польши, забив 14 мячей. Затем снова выступал за «Рух» и клубы низших лиг Польши — «Спарта» (Люблинец), «Тыхы», «Стражак» (Меженцице), «Драма» (Зброславице).
Его сын Лукаш Яношка (1987) — также футболист.